# Drosnay
Drosnay ist eine französische Gemeinde im Département Marne in der Region Grand Est. Sie hat eine Fläche von 18,64 km² und 195 Einwohner (2022).

## Geografie
Die Gemeinde Drosnay liegt 18 Kilometer südlich von Vitry-le-François und fünf Kilometer westlich des Lac du Der-Chantecoq, des größten Stausees Frankreichs.
Nachbargemeinden sind: Gigny-Bussy, Saint-Remy-en-Bouzemont-Saint-Genest-et-Isson, Outines, Arrembécourt, Margerie-Hancourt und Brandonvillers.

## Bevölkerungsentwicklung
| Jahr                       | 1962 | 1968 | 1975 | 1982 | 1990 | 1999 | 2006 | 2011 | 2018 |
| -------------------------- | ---- | ---- | ---- | ---- | ---- | ---- | ---- | ---- | ---- |
| Einwohner                  | 199  | 188  | 181  | 154  | 171  | 175  | 167  | 187  | 219  |
| Quellen: Cassini und INSEE |      |      |      |      |      |      |      |      |      |

## Sehenswürdigkeiten
- Die denkmalgeschützte Kirche Notre-Dame, erbaut im 17. Jahrhundert, wurde am 7. Juli 2023 bei einem Brand komplett zerstört.[1]